# لرنیک آلکسانیان
لرنیک آلکسانیان (Լեռնիկ Ալեքսանյան؛ زادهٔ ۱۶ اکتبر ۱۹۵۲) یک سیاستمدار و مهندس اهل ارمنستان است که از تاریخ ۲۰۰۷ تا تاریخ ۲۰۱۸ سمت نمایندگی دوره‌های سوم، چهارم و پنجم مجلس ملی جمهوری ارمنستان را برعهده داشت.

## زندگی‌نامه
در ۱۶ اکتبر ۱۹۵۲ در آرارات، شهرستان آرارات به دنیا آمد و از دانشگاه پلی‌تکنیک ارمنستان فارغ‌التحصیل شد. 